# リョクトウ

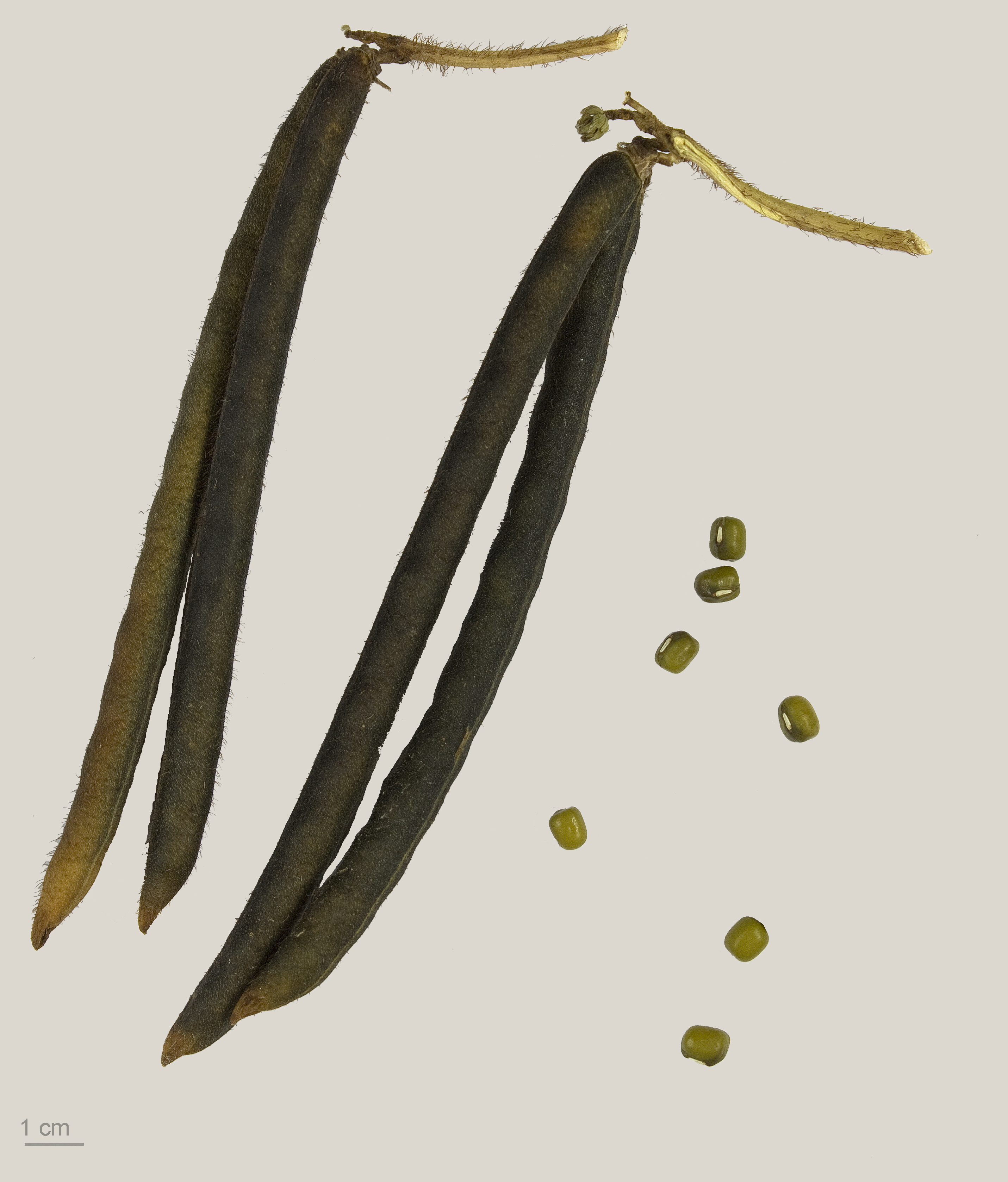
ヤエナリの莢と種子（緑豆）

リョクトウ（緑豆）は、マメ亜科の一年生植物、ヤエナリ（八重生、学名：Vigna radiata）の種子のこと。食品および食品原料として利用される。別名は青小豆（あおあずき）、八重生（やえなり）、文豆（ぶんどう）。英名から「ムング豆」とも呼ばれる。アズキ (V. angularis) とは同属。
グリーンピースは別属別種のエンドウの種子。

## 特徴
インド原産で、現在はおもに東アジアから南アジア、アフリカ 、南アメリカ、オーストラリアで栽培されている。日本では17世紀頃に栽培の記録がある。
ヤエナリは一年生草本、葉は複葉で3枚の小葉からなる。花は淡黄色。自殖で結実し、さやは5-10cm、黄褐色から黒色で、中に10-15の種子を持つ。種子は長さが4-5mm、幅が3-4mmの長球形で、一般には緑色であるが黄色、褐色、黒いまだらなどの種類もある。

## 利用
日本においては、もやしの原料（種子）として利用されることがほとんどで、ほぼ全量を中国（内モンゴル）から輸入している。
中国では、春雨の原料にするほか、月餅などの甘い餡や、粥、天津煎餅のような料理の材料としても食べられる。北京独特の飲料としてリョクトウからデンプンを採る際の上澄みを原料に、これを発酵させた豆汁がある。凉粉の原料にも使われる。
朝鮮半島では16世紀前半の『需雲雑方』に、リョクトウのデンプンを水溶きして加熱し、これを孔をあけたヒョウタンの殻に入れて、孔から熱湯にたらし麺状にして水にさらす食品が記載されている。1670年頃の『飲食知味方』では、同様な製法で麻糸のようにした食品を匙麺（サミョン）として記している。また、伝統的にリョクトウデンプンはネンミョンのつなぎとして利用されていた。 咸鏡道ではリョクトウのデンプンのみを使った押しだし麺がある。中国と同様に餡にするほか、水に漬けた上ですり潰したものを生地としてチヂミの一種ピンデトッにしたり、デンプンを漉しとってムㇰという寄せものにする。リョクトウから作ったムㇰをノクトゥムㇰ（ノクトゥ=緑豆）と呼び、特にクチナシの実で着色したものをファンポムㇰ、着色しないものをチョンポムㇰと呼ぶ。なお、朝鮮語ではこのリョクトウにちなんで、デンプンのことを一般的に「ノンマル」（녹말＝綠末、「緑豆粉末」の略）と呼ぶ。
香港やシンガポール、ベトナムでは、甘く煮て汁粉の様なデザート（広東料理の糖水、ベトナムのチェーなど）にすることが多く、それを冷やし固めたようなアイスキャンディーもある。リョクトウの糖水を緑豆湯または緑豆沙、リョクトウのチェーをチェー・ダウ・サイン（Chè đậu xanh）と呼ぶ。
緑豆糕（りょくとうこう）と呼ばれる、木型に入れて成形した菓子は、ベトナムのハイズオンや中国の北京、桂林などの名物となっている。
インドやネパール、アフガニスタン、パキスタンでは、去皮して二つに割ったリョクトウをダール（豆を煮たペースト）にする。リョクトウと米を炊きあわせた米料理（キチュリなど）は、南アジアから中央アジアにかけて広く食べられている。南インドでは、ドーサに似たクレープ状の軽食ペサラットゥが作られる。
また、漢方薬のひとつとして、解熱、解毒、消炎作用があるとされる。
リョクトウには、血糖値の上昇を抑制する効果のあるα-グルコシダーゼ阻害作用がある。

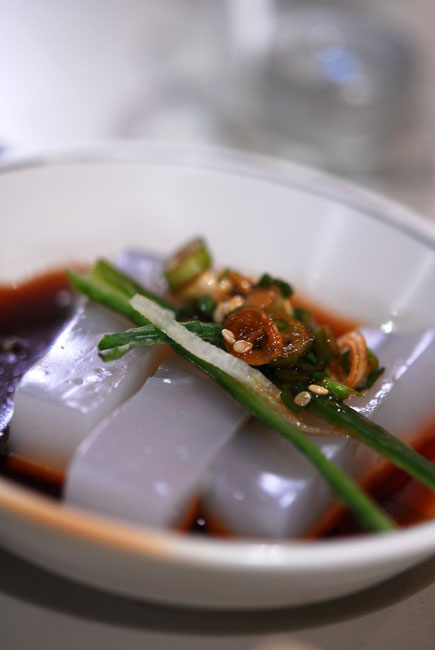
チョンポムㇰ（リョクトウのムㇰ）
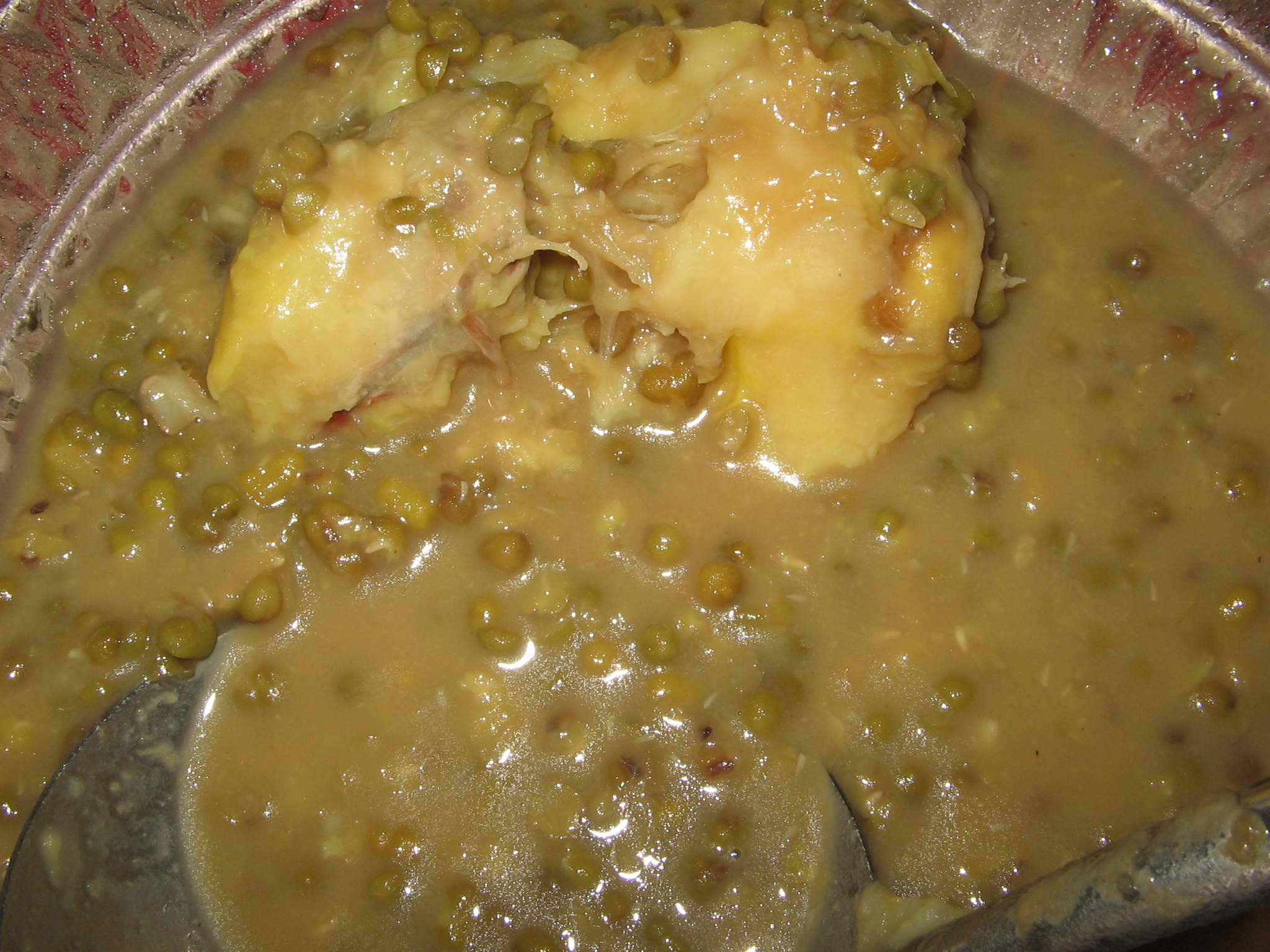
マレーシアのドリアン入りブブル・カチャン・ヒジャウ（リョクトウのデザート）
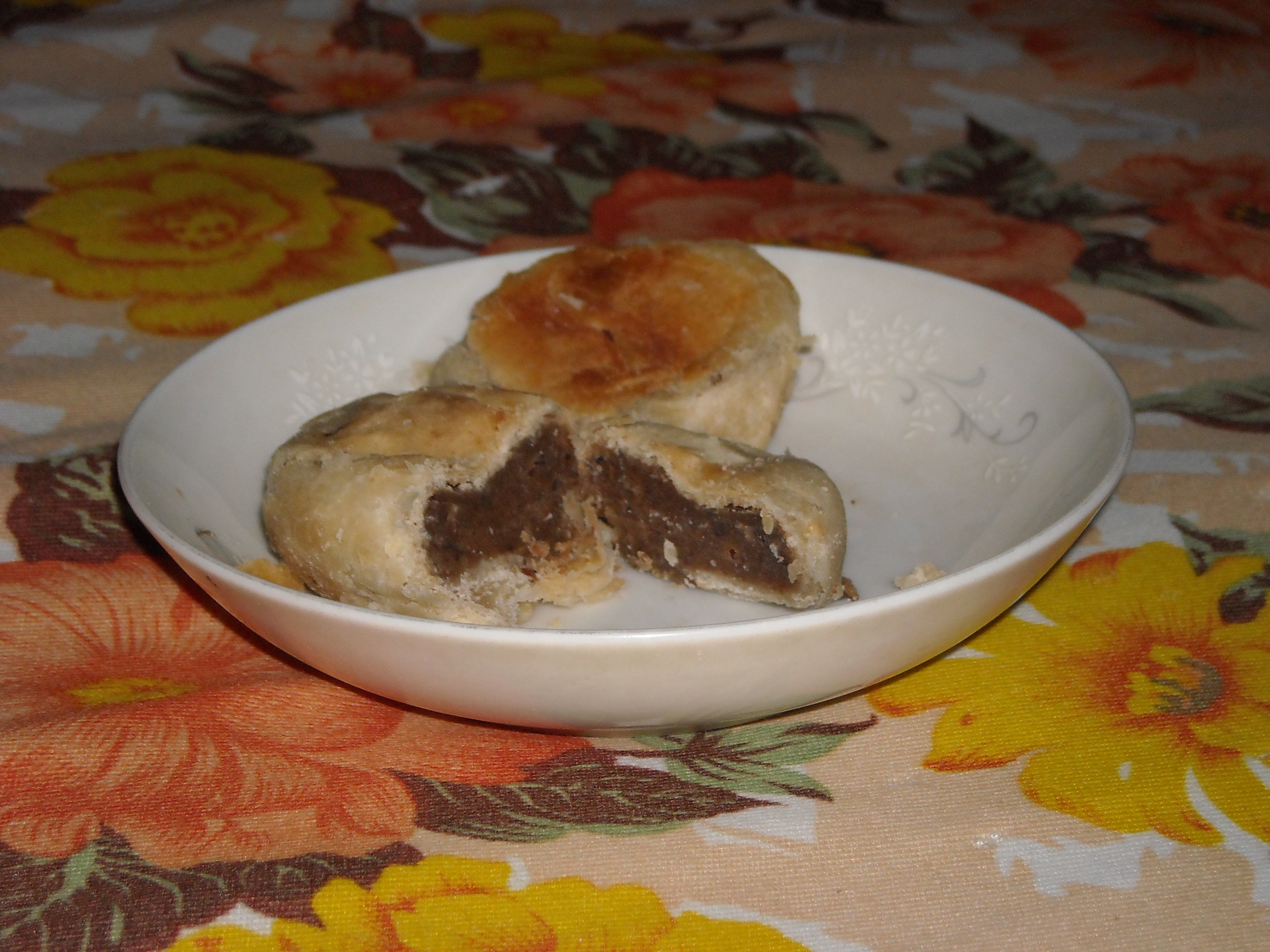
緑豆餡のホーピア（英語版）
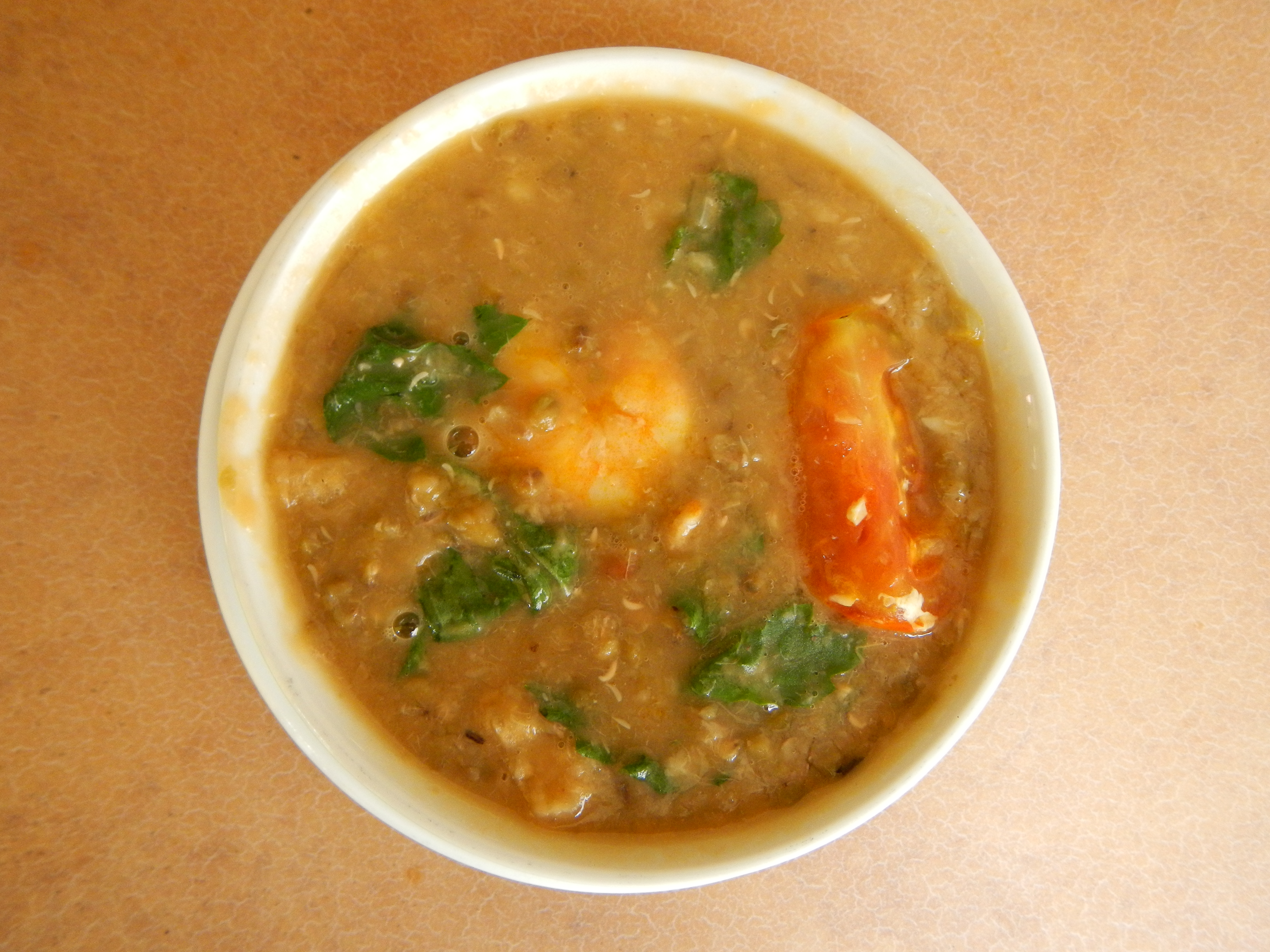
フィリピンのギニサン・モンゴ（リョクトウのスープ）
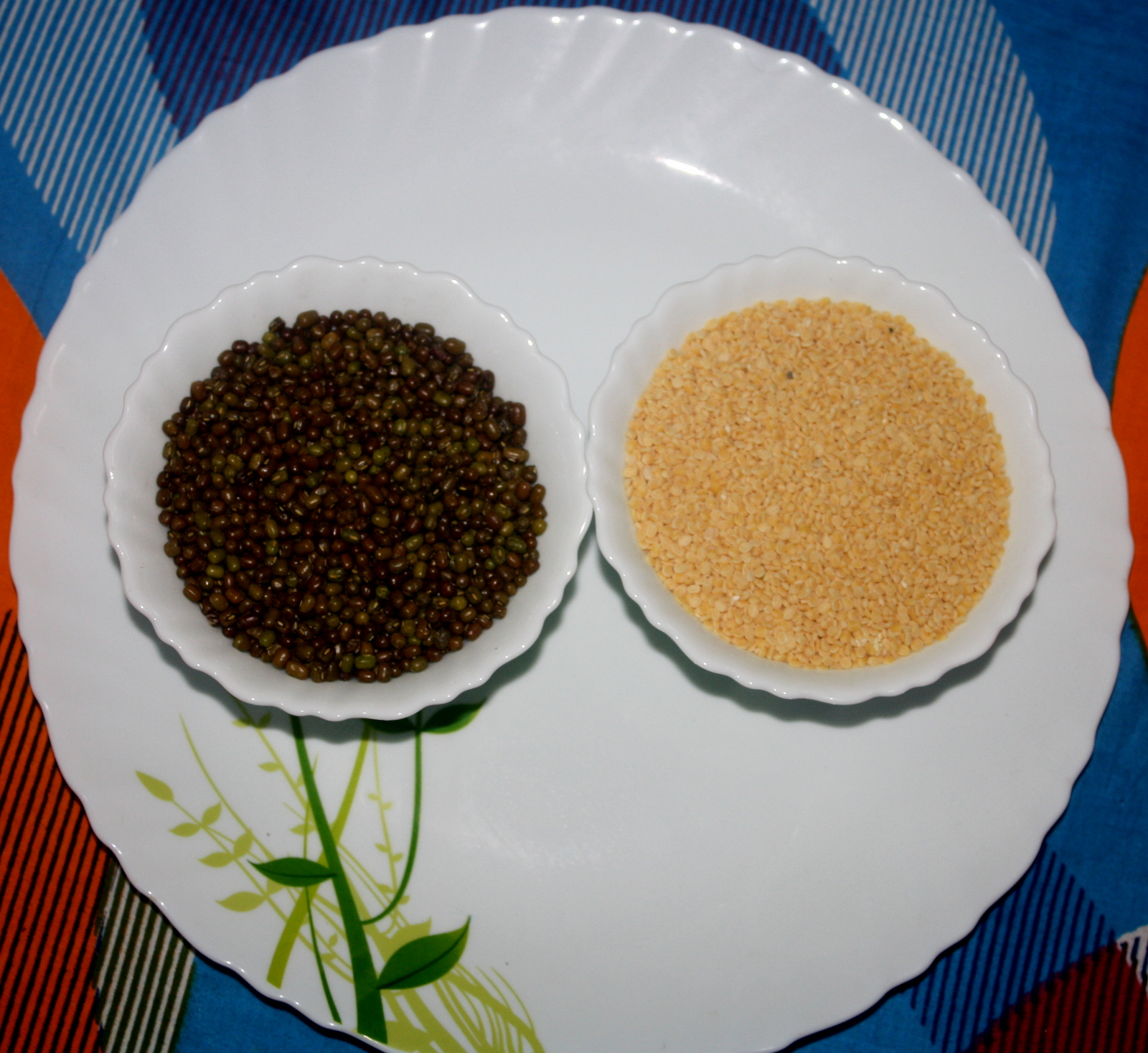
ダールに加工する前（左）と後（右）
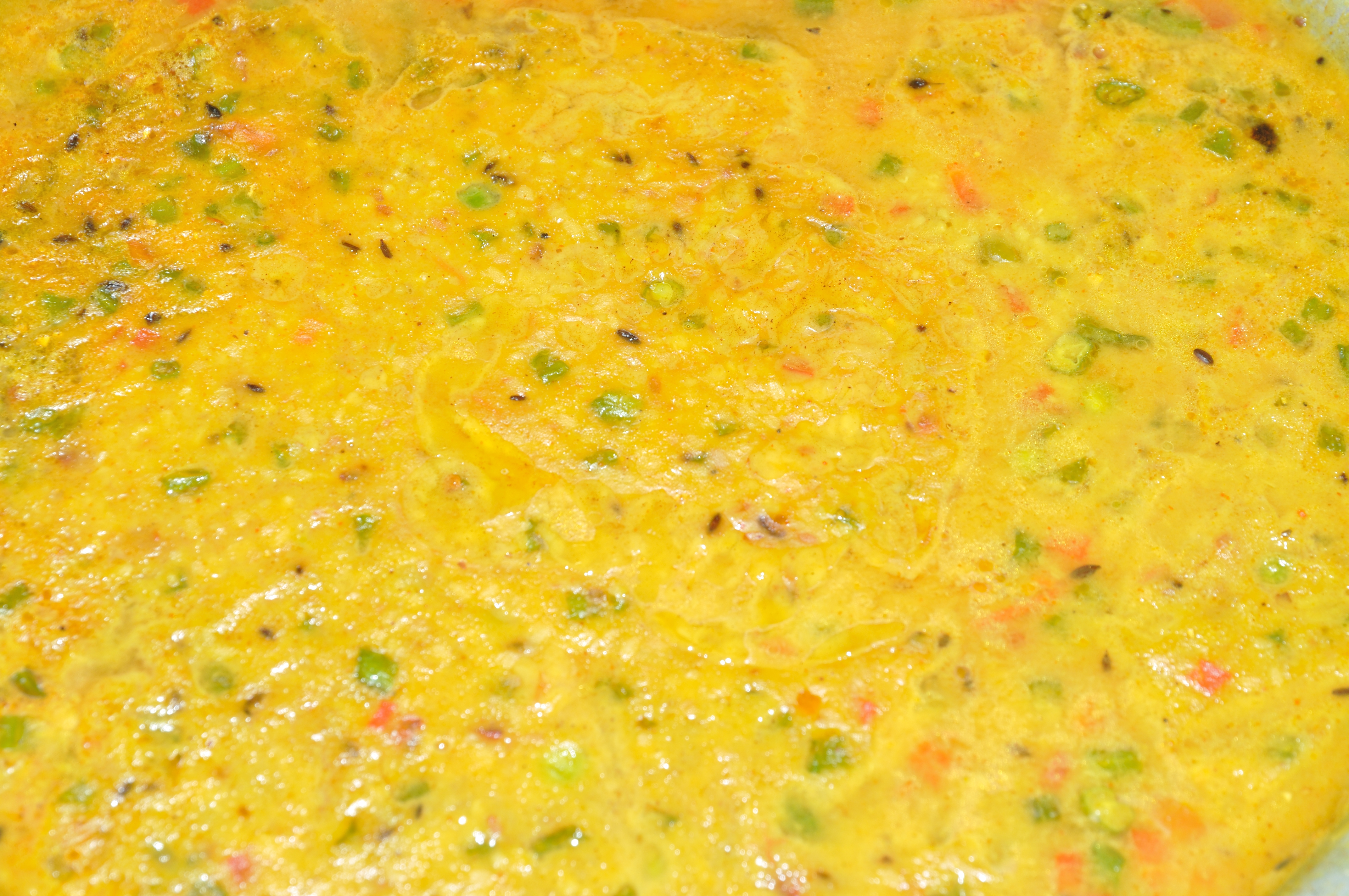
リョクトウのダール（西ベンガル州）
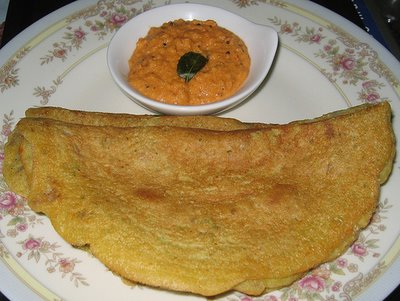
ペサラットゥとチャツネ（アーンドラ・プラデーシュ州）